# Molos czarny
Molos czarny (Molossus rufus) – gatunek ssaka z podrodziny molosów (Molossinae) w obrębie rodziny molosowatych (Molossidae).

## Taksonomia
Gatunek po raz pierwszy zgodnie z zasadami nazewnictwa binominalnego opisał w 1805 roku francuski przyrodnik Étienne Geoffroy Saint-Hilaire nadając mu nazwę Molossus rufus. Holotyp pochodził z Kajenny, w Gujanie Francuskiej.
We wcześniejszych ujęciach w obrębie Molossus rufus umieszczano M. nigricans i M. fluminensis, ale ostatnie analizy genetyczne podniosły oba taksony do rangi odrębnych gatunków. Autorzy Illustrated Checklist of the Mammals of the World uznają ten gatunek za monotypowy. 

### Etymologia
- Molossus: gr. Μολοσσος Molossos „Molosy”; κύων Μολοσσος cuōn Molossos rodzaj psów pasterskich wykorzystywanych do obrony stad przed wilkami[18].
- rufus: łac. rufus „czerwony, rumiany, rudy”[19].

## Zasięg występowania
Molos czarny występuje w Ameryce Południowej na południe do środkowej Brazylii i Boliwii; także na wyspie Trynidad.

## Morfologia
Długość ciała (bez ogona) 73–107 mm, długość ogona 40–57 mm, długość ucha 14–19 mm, długość tylnej stopy 8–16 mm, długość przedramienia 46–55 mm; masa ciała 21–45 g.

## Ekologia

### Tryb życia
Molos czarny występuje w lasach, buszu i sawannach. Ma gęstą sierść z krótkimi, jedwabistymi włosami. Poluje, łowiąc tyle owadów, ile tylko potrafi złapać. Gromadzi je w obszernej kieszeni skórnej pod brodą. Swoje zdobycze zjada dopiero po powrocie do miejsca noclegu. Taki zwyczaj chroni w dużej mierze przed drapieżnikami, którzy nie mają zbyt wielu okazji, by móc go złapać. 

### Rozmnażanie
W lecie samica wydaje na świat 1 lub 2 młode.